# Hissène Habré
Hissène Habré (em árabe tchadiano: حسين حبري ; Faya-Largeau, 13 de agosto de 1942 – Senegal, 24 de agosto de 2021) foi um político chadiano, pertencente aos tubus, do clã Anakaza. Foi presidente do seu país  entre 1982 e 1990.
Habré chegou ao poder através de um golpe de estado, com o apoio dos governos da França e dos Estados Unidos, que lhe forneceram armas, ajuda financeira e treinamento militar para suas tropas.
Deposto em 1.º de dezembro de 1990, através de um golpe de estado liderado pelo general Idriss Déby, Habré refugiou-se no Senegal. Condenado à revelia por um tribunal de Ndjamena, recebeu a pena de morte por crimes contra a humanidade, crimes de guerra e atos de tortura. A Corte Internacional de Justiça decidiu, em 20 de julho de 2012 que o Senegal havia faltado com suas obrigações internacionais e ordenou às autoridades senegalesas que julgassem Habré ou o extraditassem para a Bélgica. O processo foi afinal aberto em Dakar, no dia 20 de julho de 2015,sendo a primeira utilização da competência universal no continente africano.
Em 30 de maio de 2016, Habré foi julgado culpado por crimes contra a humanidade, tendo sido sentenciado à prisão perpétua. Pesavam sobre ele acusações de estupro, escravidão sexual e desaparecimentos forçados, além da matança de quarenta mil pessoas.

## Biografia
Nasceu em 1942 em Faya-Largeau, no norte do Chade, que na época era uma colônia da França. Ele veio de uma família de pastores e fazia parte do ramo Anakaza do grupo étnico Daza Gourane, que por sua vez é um ramo do grupo étnico Toubou.
Após o ensino primário, conseguiu um posto na administração colonial francesa, onde impressionou seus superiores e ganhou uma bolsa para estudar na França, no Instituto de Altos Estudos Internacionais em Paris. Lá, ele completou um diploma em ciência política e, posteriormente, obteve vários outros diplomas, incluindo seu doutorado.
Depois de um breve período como vice-prefeito, Habré se envolveu na política de libertação do Chade, juntando-se à Frente de Libertação Nacional do Chade (FROLINAT). Ele se destacou como comandante do Segundo Exército de Libertação da FROLINAT. Mais tarde, após conflitos internos, ele liderou as Forças Armadas do Norte (FAN) e ganhou notoriedade internacional em 1974 ao atacar a cidade de Bardaï, fazendo reféns europeus, incluindo um médico alemão e dois franceses.
Hissène Habré assumiu o poder em 1982, depois de derrubar Goukouni Oueddei, que havia vencido as eleições. É amplamente aceito que ele tenha recebido apoio da CIA, por ser considerado como um baluarte contra a Líbia de Gaddafi, que, no final de 1980, tinha enviado tropas e tanques para o Chade em apoio ao então presidente Oueddei. Enquanto a Líbia apoiava Oueddei, a França apoiava Habré com armas e tropas. Depois que os líbios se retiraram, em 1981, a pedido do próprio Oueddei, Hissène Habré deu o golpe de estado, em meio a uma guerra contra a Líbia, agora pela disputa da faixa de Aouzou, uma área rica em minerais. Com o apoio dos Estados Unidos e da Fança, as forças de Habré conseguem finalmente expulsar os líbios em 1987.
Seu governo se caracterizou por uma continua violação dos direitos humanos e foi classificado pela ONG Human Rights Watch como o "Pinochet da África". Durante seu governo, estima-se que quarenta mil pessoas tenham sido assassinadas por sua temível polícia política, a Direction de la documentation et de la sécurité (DDS ). Após ser deposto, Habré estabeleceu-se no Senegal.

## Julgamento
No dia 20 de julho de 2015, Habré foi levado a julgamento em Dacar, no Senegal, por crimes contra a humanidade durante seu governo. Foi acusado também de manter escravas sexuais.«The Trial of Hissène Habré» (em inglês), Human Rights Watch. Até o final de outubro, o julgamento ainda não havia terminado, estimando-se que estaria ainda na metade. A Human Rights Watch considera o ex-presidente um ditador.
No dia 27 de maio de 2016, em julgamento realizado no Senegal, Habré foi considerado culpado de crimes contra a humanidade e sentenciado à prisão perpétua.
As acusações incluíam execuções sumárias, tortura e estupro ocorridos entre 1982 e 1990, a comissão investigadora concluiu que o governo o governo de Habré foi responsável por quarenta mil assassinatos.

## Morte
Habré morreu em 24 de agosto de 2021, aos 79 anos de idade, no Senegal, após ser hospitalizado no principal hospital de Dacar com COVID-19 . Ele adoeceu enquanto estava na prisão uma semana antes. Em um comunicado, a esposa de Habré, Fatimé Raymonne Habré, confirmou que ele tinha COVID-19. Ele está enterrado no cemitério muçulmano de Yoff.